# 日本研究期刊
《日本研究期刊》（Journal of Japanese Studies，简称JJS）是日本研究领域的一本双盲同行评审的学术期刊。该期刊创立于1974年，其核心使命是发表涵盖人文和社会科学领域的原创实证性研究。《日本研究期刊》还刊登书评和“观点”文章，对具体的学术话题和新发表的学术成果进行评论。
《日本研究期刊》每年出版两期（包括纸质版和在线版），分别在夏季和冬季发行。目前由Sabine Frühstück （页面存档备份，存于）和Morgan Pitelka （页面存档备份，存于）共同担任编辑。书评编辑则是Jessamyn R. Abel （页面存档备份，存于）。
《日本研究期刊》由加利福尼亚大学出版社代表美国日本研究学会 （页面存档备份，存于）出版。该期刊也可在Project MUSE和JSTOR数据库中在线获取。

## 其他日本研究期刊
- 日本学刊
- 日本研究 （页面存档备份，存于）
- 日本文论 （页面存档备份，存于）
- 日本问题研究
- 现代日本经济

## 外部連結
- 官方网站